# Gigantogryllacris adjutrix
Gigantogryllacris adjutrix är en insektsart som först beskrevs av Brunner von Wattenwyl 1898.  Gigantogryllacris adjutrix ingår i släktet Gigantogryllacris och familjen Gryllacrididae. Inga underarter finns listade i Catalogue of Life.